# Guga Ayala
Angelina Bethsabeth Ayala Mármol (7 de octubre de 1938, Guayaquil, Ecuador - 7 de abril de 2013, Guayaquil), más conocida como la Guga Ayala, fue una cartomántica ecuatoriana. En la década de 1990 llegó a ser conocida a nivel nacional por hacer predicciones en los medios impresos y televisivos sobre política, deportes, economía. Entre sus clientes se encontraban políticos, empresarios, artistas, deportistas, gente de la farándula y de toda las clases sociales. También trabajó para revista Hogar, en el área de tarot. Parte de su biografía consta en el libro, La confesión de las brujas, de José Cayuela, donde habla de las más renombradas videntes de América Latina.
Fue madre de la expresentadora de televisión Bernarda Calvo.